# تری آلدرتون
تری آلدرتون (انگلیسی: Terry Alderton؛ زادهٔ ۳۱ اکتبر ۱۹۷۰) کمدین، مجری، بازیکن فوتبال، و بازیگر تلویزیون اهل بریتانیا است. وی از سال ۱۹۹۹ میلادی تاکنون مشغول فعالیت بوده‌است.
از باشگاه‌هایی که در آن بازی کرده‌است می‌توان به باشگاه فوتبال ساوتند یونایتد اشاره کرد.